# Metro w Los Angeles
Metro w Los Angeles (ang. Los Angeles Metro Rail) – system podziemnej i naziemnej kolei miejskiej w Los Angeles. Ma 101 stacji, dwie linie ciężkiego metra i cztery linie premetra o łącznej długości 185,9 km. Dziennie przewozi 174,300 pasażerów (4 kwartał 2022). Jest jednym z najmłodszych systemów kolei podziemnej w USA.
Określenia "Metro" używa się także w Los Angeles na system szybkich autobusów miejskich (Metro Rapid), nie należy ich mylić z systemem kolei podziemnej i siecią lekkiej kolei (light rail).

## Linie metra
| Linia | Typ      | Otwarcie | Ostatnia rozbudowa | Liczba stacji | Długość linii (km) | Stacje końcowe                           |
| ----- | -------- | -------- | ------------------ | ------------- | ------------------ | ---------------------------------------- |
|       | Premetro | 1990     | 2023               | 44            | 78.1               | APU/Citrus College – Downtown Long Beach |
|       | Metro    | 1993     | 2000               | 14            | 23.7               | North Hollywood – Union Station          |
|       | Premetro | 1995     | 1995               | 14            | 31.1               | Norwalk – Redondo Beach                  |
|       | Metro    | 1993     | 1996               | 8             | 10.3               | Union Station – Wilshire/Western         |
|       | Premetro | 2009     | 2023               | 29            | 35                 | Atlantic – Downtown Santa Monica         |
|       | Premetro | 2022     | 2022               | 7             | 9.5                | Expo/Crenshaw – Westchester/Veterans     |

## Historia

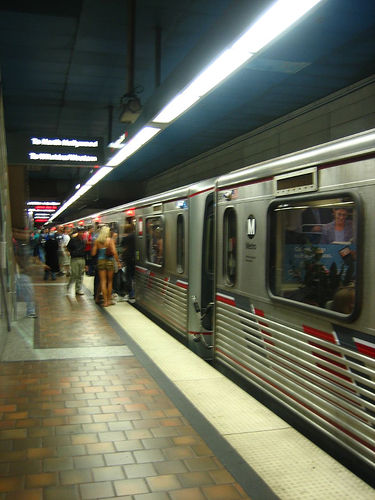
Pasażerowie wchodzący do pociągu czerwonej linii metra (obecnie linii B) jadącego w kierunku stacji North Holywood na stacji metra 7th St/Metro Center (2005)

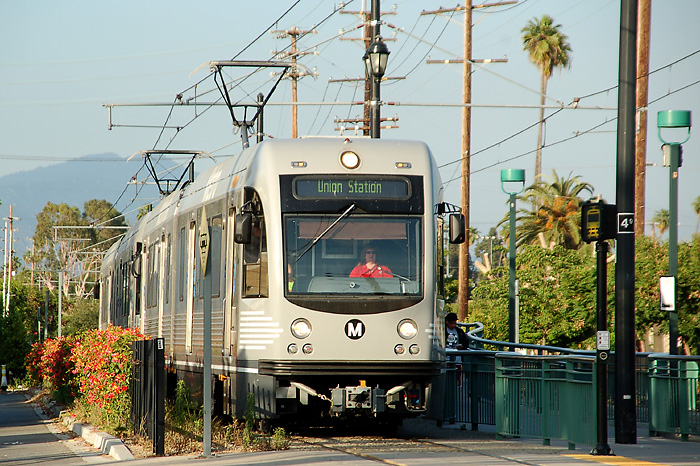
Skład wagonów tramwajowych typu Breda P2550 obsługujący ówczesną linię złotą na stacji metra Highland Park (2008)

Poprzednikami metra w Los Angeles były systemy tramwajów miejskich Los Angeles Railway funkcjonujący w latach 1901–1963 i tramwajów międzymiastowych Pacific Electric Railway (1901-1961). W latach 60. zamknięto je stawiając na transport drogowy. Problemy komunikacyjne 14 milionowej metropolii spowodowały powstanie w latach 80. planów budowy kolejki podziemnej i naziemnej. Pierwszy odcinek niebieskiej linii od stacji Pico-Chick Hearn do stacji Anaheim otwarto 14 lipca 1990 roku, później we wrześniu 1990 trasę niebieskiej linii przedłużono do stacji Downtown Long Beach w Long Beach zaś w lutym 1991 roku wydłużono ją do stacji 7th St/Metro Center. Pierwszą podziemną linię, czerwoną linię otwarto 30 stycznia 1993 roku na odcinku od stacji Union Station do stacji Westlake/MacArthur Park zaś trzy lata później, dnia 12 lipca 1996 trasę wydłużono do stacji Wilshire/Western. 12 sierpnia 1995 otwarto zieloną linię na trasie Redondo Beach – Norwalk. W dniu 12 czerwca 1999 roku oddano nowy odcinek linii czerwonej od stacji Wilshire/Vermont do stacji Hollywood/Highland natomiast rok później, w dniu 24 czerwca 2000 trasę przedłużono do stacji North Hollywood. W listopadzie 2009 oddano do użytku nowy odcinek linii złotej od Union Station do stacji Atlantic w East Los Angeles. W dniu 28 kwietnia 2012 uroczyście otwarto pierwszy fragment linii Expo Line od stacji 7th St/Metro Center do stacji La Cienega/Jefferson, latem 2012 roku otwarto ruch pasażerski na przedłużonym odcinku od stacji La Cienega/Jefferson do miasta Culver City. Dnia 4 marca 2016 roku została otwarta nowa część złotej linii od stacji Sierra Madre Villa do stacji APU/Citrus College w mieście Azusa. W dniu 20 maja 2016 roku przedłużono linię EXPO od Stacji Culver City do Downtown Santa Monica.

## Planowana rozbudowa
Obecnie planuje się budowę linii Crenshaw/LAX Line od stacji Aviaton na linii zielonej, do stacji Expo/Crenshaw na linii EXPO, do 2019 roku. Również budowę połączenia od stacji Julian Dixon do stacji Little Tokyo. W rezultacie do likwidacji idzie linia złota. Północną część przejmie linia niebieska, a południową część linia Expo w okolicach 2021r. Przedłużana jest teraz linia fioletowa ze stacji Wilshire/Western do stacji Wilshire/La Cienega do 2023r. Po 2024r. planuje się przedłużyć linię fioletową o kolejne stacje na zachód. Linię LAX do jednej ze stacji linii fioletowej. I przedłużyć odcinek trasy linii złotej na wschód od stacji APU/Citrus College.

## Operacje

### Tabor
Wszystkie pociągi metra i tramwaje jeżdżą po torach o szerokości 1435 mm. Jakkolwiek sieć metra standardowego i system metra w formie lekkiej kolei miejskiej nie są zgodne między sobą z kilku przyczyn. Po pierwsze, pociągi obsługujące podziemne linie metra są zasilane z trzeciej szyny, natomiast tramwaje zasilane są z sieci trakcyjnej. Po drugie, wagony metra i tramwaje mają różną szerokość i perony są zaprojektowane dla wagonów o oddzielnych szerokościach.

### Bezpieczeństwo i ochrona
Pociągi metra, tramwaje i stacje są patrolowane przez funkcjonariuszy Los Angeles County Sheriff's Department, i monitorowane przez pracowników ochrony za pośrednictwem kamer telewizji przemysłowej.